# 투모로우 시리즈
투모로우 시리즈(영어: Tomorrow series)는 오스트레일리아의 작가 존 마즈든의 소설 시리즈이다. 2010년 첫 시리즈인 《전쟁이 시작된 날》을 원작으로 한 영화 《워 오브 투모로우》가 공개되었다.

## 시리즈
- 전쟁이 시작된 날 (Tomorrow, When the War Began, 1993)
- 악몽의 밤 (The Dead of the Night, 1994)
- 죽음의 서리 (The Third Day, The Frost, 1995)
- 밤은 친구처럼 (Darkness, Be My Friend, 1996)
- 복수의 불꽃 (Burning for Revenge, 1997)
- 사냥의 시간 (The Night is for Hunting, 1998)
- 새벽의 이면 (The Other Side of Dawn, 1999)

## 영화
- 워 오브 투모로우
- Tomorrow When the War Began (TV 시리즈)